# Menophra obtusata
Menophra obtusata là một loài bướm đêm trong họ Geometridae.

## Hình ảnh

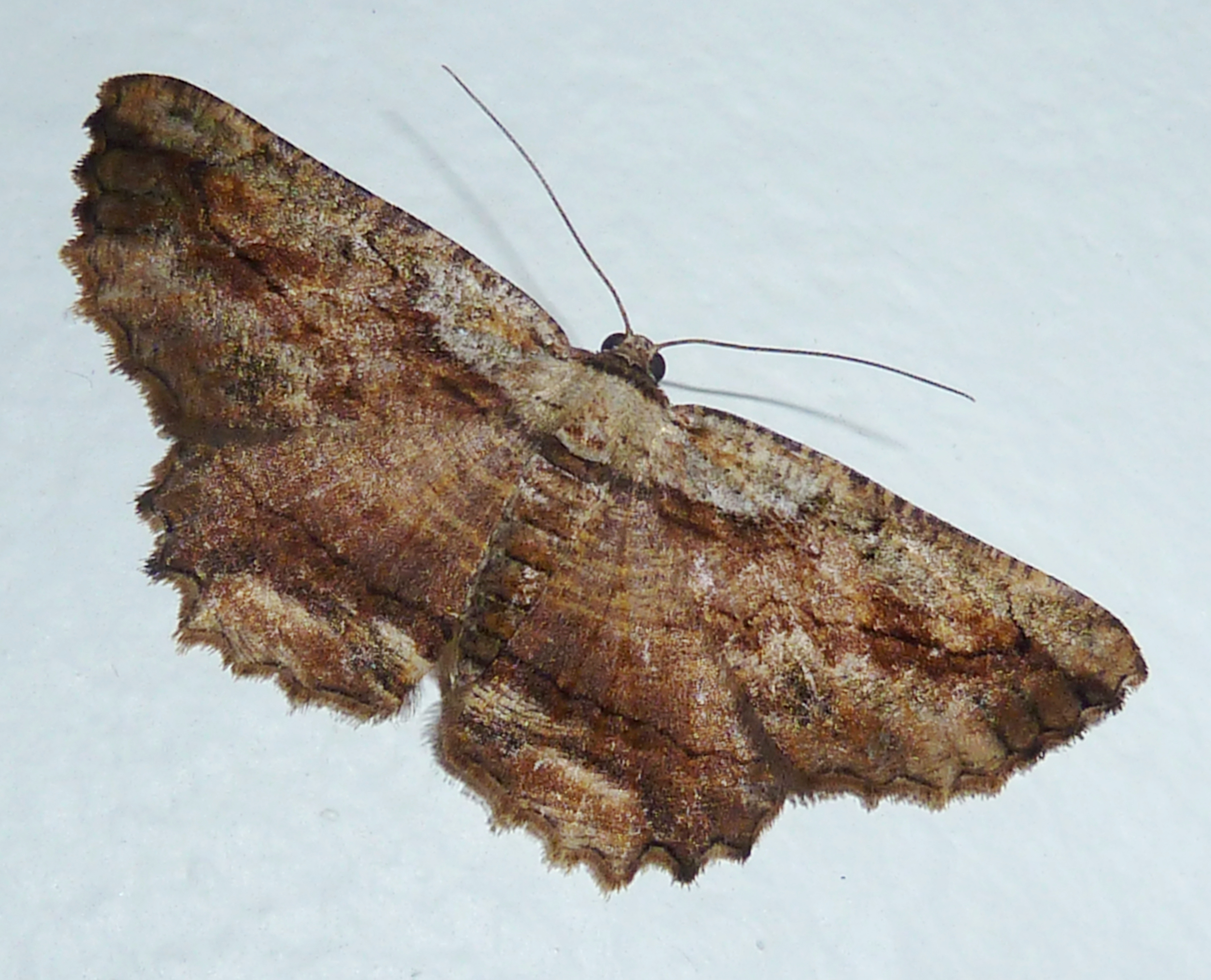